# MIRC
mIRC  predstavlja program za ćaskanje (engl. to chat) na Windows platformama. Napravio ga je Kaled Mardam 1995. godine. Sem što je kompletan program za ćaskanje, on je istovremeno i programski jezik.
mIRC je veoma popularan program, preuzet je skoro devet miliona puta do marta 2007, prema podacima sa Download.com sajta. Zbog svoje popularnosti, mnogi korisnici ga mešaju sa IRC protokolom, pa ponekad govore da se konektuju na mIRC server ili ulaze u mIRC kanal.

## Skraćenice
Skoro sve mirc komande se kucaju u skraćenom obliku.
- OP - Operater

- REGISTER - Registrovanje.

- SET - Postavljanje određenog podešavanja.

- AOP-AutoOp - Vaš nick se dodaje na listu automatskog opovanja koje vrši server.

- SOP-SuperOp - To je veći rang od AOP-a. Omogućava dodavanje i brisanje AOP-ova.

- AKick-AutoKick - Server vas odmah po ulasku na kanal izbacuje s istog.

- MDEOP-MassDeop - Deopovanje svih trenutno opovanih na nekom kanalu.

- SENDPASS - Slanje vaše šifre na vaš mail.

- CS -

- NS -

## Komande
- /server (ime servera) (port) - Konektovanje na određeni server.

- /join #(kanal) - Ulazak na izabrani kanal.

Obavezan je prefiks # kod komande join. Inače, možete koristiti i skraćenu verziju komande (alias) - /j (kanal)
- /identify (šifra) - Identifikacija kojom server zna da je nick vaš. Kada uđete na server imate 60 sekundi da izvršite identifikaciju. Ako to ne uradite u određenom vremenu server vam sam menja nick u gost.

- /cs register (ime kanala) (kratak opis) (šifra) - Registrovanje kanala

- /cs set #(ime kanala) passwd (stara šifra) (nova šifra) - Menjanje šifre kanala.

- /ns set passwd (stara šifra) (nova šifra) - Menjanje šifre vašeg nicka.

- /ns drop (nick) - Brisanje registracije vašeg nicka (vašem nicku moći će da pristupi svaki korisnik).

Napomena: Komande tipa /ns /cs /ms se koriste samo ako je na serveru podešena ta skraćenica.
Prava komanda za (npr. ChanServ) glasi: /msg chanserv

## rečnik
je ime koje vas predstavlja na određenom kanalu, a njegova registracija se može izvršiti komandom /ns register (vasa šifra) (vas mail). Posle registracije nicka jedino vi možete da pristupite vašem nicku uz svoju širu.
Kanal (engl. chanel ili channel) - Može se opisati kao soba u pravom smislu. Istovremeno možete biti na više kanala, a ulazak na kanal vrši se komandom /j (ime kanala). Vlasnik kanala je founder.
Founder - Vlasnik kanala. On ima najveći rang na kanalu.
Skripte (engl. scripts)- su dodaci mIRC-u uz pomoć kojih većinu opcija umesto kucanja možete zameniti klikom miša na određeno mesto. One su praktične za rad, ali treba obratiti pažnju na viruse i „crve“.

## Spoljašnje veze
- Skripte